# Tłuszcz (stacja kolejowa)
Tłuszcz – stacja kolejowa w Tłuszczu, w województwie mazowieckim, w Polsce. Jest to stacja wielofunkcyjna (pasażerska, rozrządowa, towarowa, manewrowa i węzłowa) z dworcem przelotowo-czołowym. Według klasyfikacji PKP ma kategorię dworca aglomeracyjnego. Na stacji zatrzymują się lokalne pociągi osobowe Kolei Mazowieckich (dla wielu z nich stacja Tłuszcz jest stacją krańcową), oraz pociągi PKP Intercity.

## Ruch pasażerski
| Rok  | Wymiana roczna | Wymiana pasażerska na dobę | Miejsce w Polsce |
| ---- | -------------- | -------------------------- | ---------------- |
| 2017 | 1 642 500      | 4000–5000                  | bd.              |
| 2018 | 1 569 500      | 4300                       | bd.              |
| 2019 | 1 934 500      | 5300                       | 64.              |
| 2020 | 2 013 000      | 5000–6000                  | 30.              |
| 2021 | 2 007 500      | 5000–6000                  | 41.              |
| 2022 | 2 555 000      | 6000–8000                  | 42.              |
| 2023 | 2 555 000      | 6000–8000                  | 44.              |

## Połączenia
| Przewoźnik         | Linia   | Trasa                                  |       |
| ------------------ | ------- | -------------------------------------- | ----- |
| Koleje Mazowieckie | R6      | Warszawa Zachodnia – Tłuszcz           | [ 7 ] |
| Koleje Mazowieckie | R60     | Warszawa Wileńska – Tłuszcz – Małkinia | [ 7 ] |
| Koleje Mazowieckie | R61     | Tłuszcz – Ostrołęka                    | [ 7 ] |
| Koleje Mazowieckie | RE91/92 | Sierpc – Tłuszcz                       | [ 7 ] |

## Opis stacji

### Stacja pasażerska

#### Perony

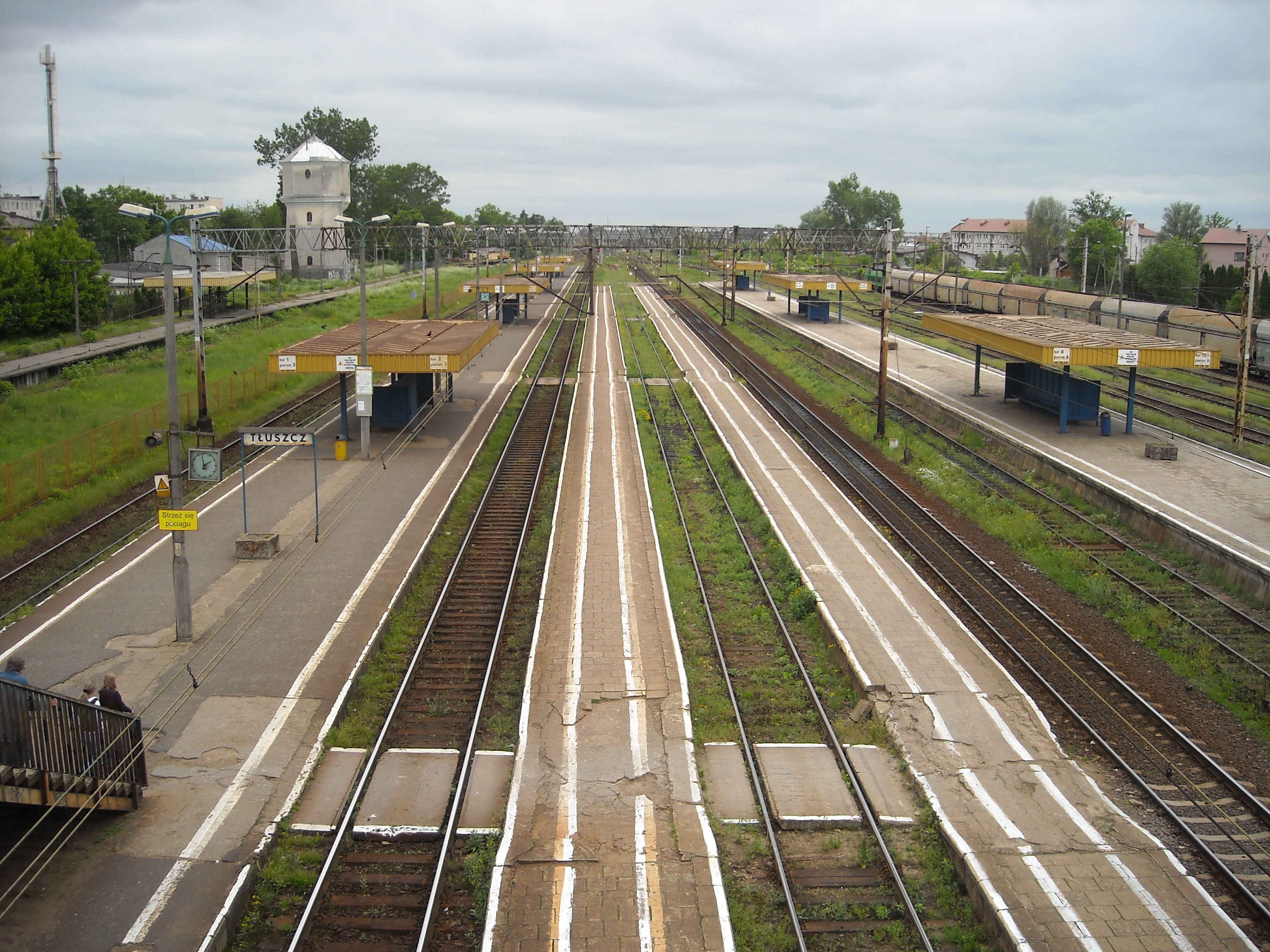
Widok z przejścia nadziemnego na perony w kierunku Zielonki przed modernizacją. Po lewej widoczna również nieczynna wieża wodna (widok z roku 2008)

Stacja pasażerska składa się z trzech peronów wyspowych. Każdy z nich ma dwie krawędzie peronowe, nawierzchnię z kostki betonowej i wyposażony jest we wiatę z ławkami, tablice z nazwą stacji, system informacji pasażerskiej, megafony, zegary, rozkład jazdy pociągów, kosze na śmieci, latarnie oświetleniowe, monitoring, wejście do podziemnego przejścia z windą. Peron 2 (tor 1 i 3) i peron 3 (tor 2 i 4) są długości 400 m, natomiast peron 4 (tor 8 i 10) jest o połowę krótszy. Peron 1 został rozebrany w roku 2017. Tunel dostępny z peronów łączy ulice Warszawską i Kolejową.

#### Budynek dworcowy
Obok peronów, przy ulicy Warszawskiej, znajduje się stary budynek dworcowy – murowany, parterowy – w którym znajdowały się: poczekalnia, kasy biletowe czynne całodobowo, tablice informacyjne (rozkład jazdy, informacje o biletach itp.), toaleta oraz budka pracownika ochrony. Funkcjonowało ogólnodostepne Wi-Fi. Przy budynku stał automat biletowy, umożliwiający płatności  gotówką lub kartą płatniczą oraz był wyznaczony postój taksówek. W części budynku znajdują się lokale usługowo-handlowe (sklep Lewiatan).
24 kwietnia 2024 udostępniono podróżnym nowy budynek dworcowy z charakterystyczną wieżą zegarową i rozległym przeszkleniem. Położony jest bardziej dogodnie – bliżej przejścia na perony. Wnętrze wyposażono w ławki, elektroniczne tablice rozkładowe, złącza do ładowania urządzeń mobilnych i defibrylator. Są też kasy, toaleta i kącik dla dzieci. Pozostała część budynku przeznaczona jest na cele komercyjne.

#### Przejścia przez tory
- przejście nadziemne – nieistniejące już; umożliwiało wejście na perony 1, 3 i 6 od ulicy Warszawskiej z jednej strony torów i od ulicy Kolejowej z drugiej strony; zostało rozebrane w 2016, w zamian wybudowano przejście podziemne łączące nowo wybudowane perony
- przejazd kolejowo-drogowy – położony na zachód od peronów, w ciągu ulicy Norwida, kategorii B – zabezpieczony rogatkami, sygnalizacją świetlną i dźwiękową

#### Wiadukt nad linią kolejową
27 czerwca 2018 r. PKP PLK SA podpisały umowę na budowę wiaduktu nad linią kolejową w Tłuszczu z Przedsiębiorstwem Usług Technicznych Intercor z Zawiercia. Inwestycja powinna zakończyć się w terminie 18 miesięcy od dnia podpisania umowy. Obiekt zastąpi przejazd w ciągu drogi wojewódzkiej nr 634.

### Stacja towarowa

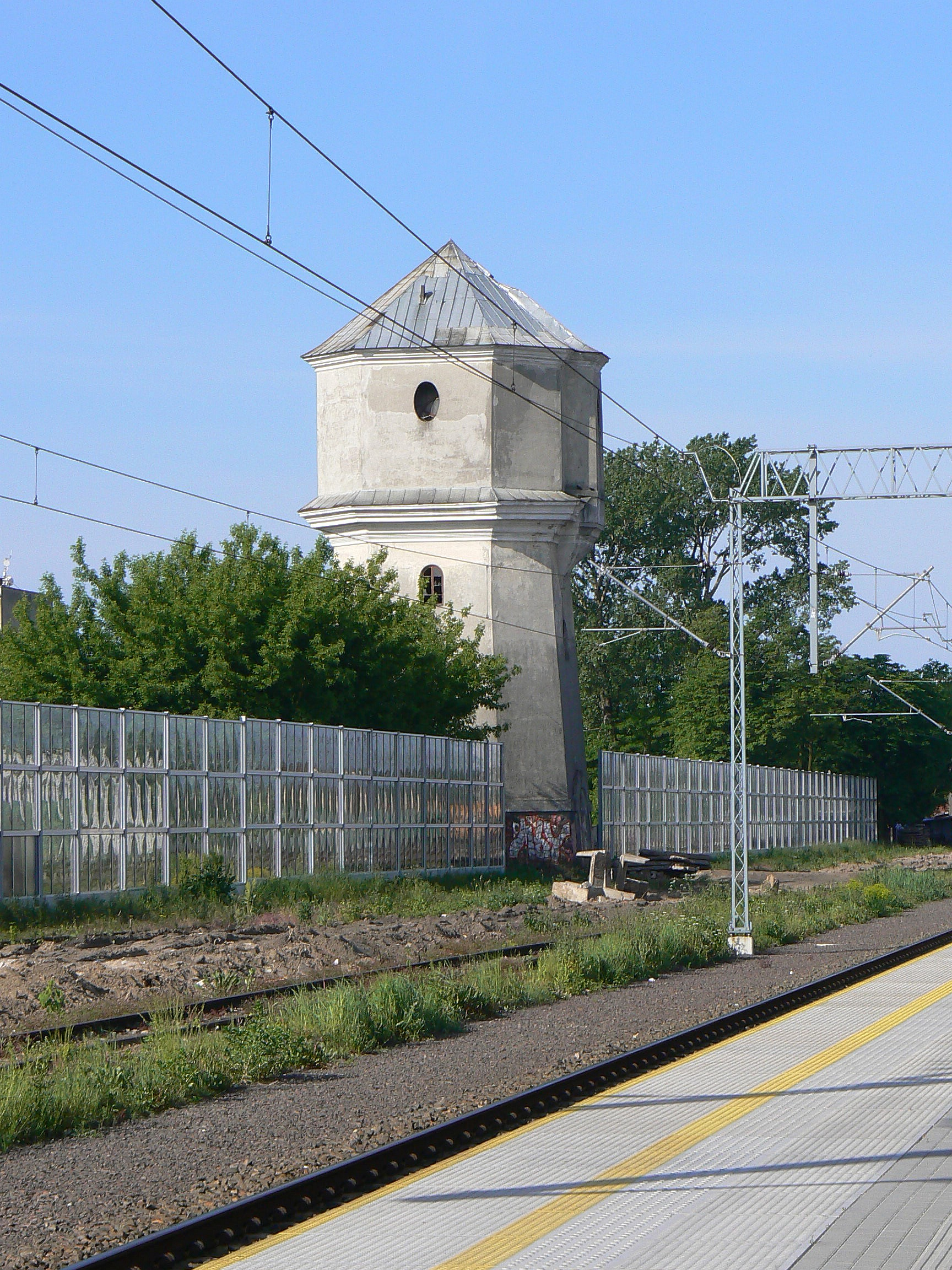
Wieża ciśnień z 1912 r. obok rozebranego peronu 1. (czerwiec 2017)

Część towarowa stacji, należąca do PKP Cargo, znajduje się przy peronach części pasażerskiej przy ulicy Kolejowej (tor nr 22). Jest to stacja otwarta dla odprawy przesyłek towarowych. Znajdują się na niej tory ogólnego użytku, plac wyładunkowy o długości 300 m oraz rampa ładunkowa boczna. Stacja jest wykorzystywana do wyładunku kruszyw.

### Inne obiekty infrastruktury kolejowej
Oprócz budynku dworcowego na terenie stacji znajdują się:
- lokalne centrum sterowania Tłuszcz, mieszczące się na zachód od peronów – kieruje ruchem na stacji i obszarze działania LCS (W-wa Mokry Ług – Łochów) za pomocą semaforów świetlnych
- lokomotywownia Kolei Mazowieckich – na wschód od peronów; stacjonują w niej jednostki EZT EN57, EN57AL i ER160, szynobusy VT627 i SA135 oraz SZT VT628 i 222M; na terenie lokomotywowni stoją dwa wraki parowozu – Ty2-220 i Ty2-1226 (KDL 1 (DRB 52)) – służące dawniej do ogrzewania hali naprawczej[12][13]

- wieża ciśnień – wybudowana w XIX wieku, podczas II wojny światowej jej górna część uległa zniszczeniu, tuż po wojnie przywrócono jej wygląd pierwotny; obecnie nieużywana